# بين ريان
بين ريان (بالإنجليزية: Ben Ryan)‏ هو كاتب أغاني وملحن وشاعر أمريكي، ولد في 30 مارس 1892، وتوفي في 5 يوليو 1968.

## وصلات خارجية
- بين ريان على موقع IMDb (الإنجليزية)
- بين ريان على موقع ميوزك برينز (الإنجليزية)
- بين ريان على موقع ديسكوغز (الإنجليزية)
- بين ريان على موقع قاعدة بيانات الفيلم (الإنجليزية)